# Акуль-Мо-Наб III
Акуль-Мо-Наб III (буквально Черепаший Попугай-Водяная Лилия; 678 — около 740) — правитель из Токтан-Лакамхской династии Бакальского царства. В своём правлении он согласовывал свои действия с другими людьми, опираясь на их поддержку.

## Биография

### Жизнь до воцарения и приход к власти

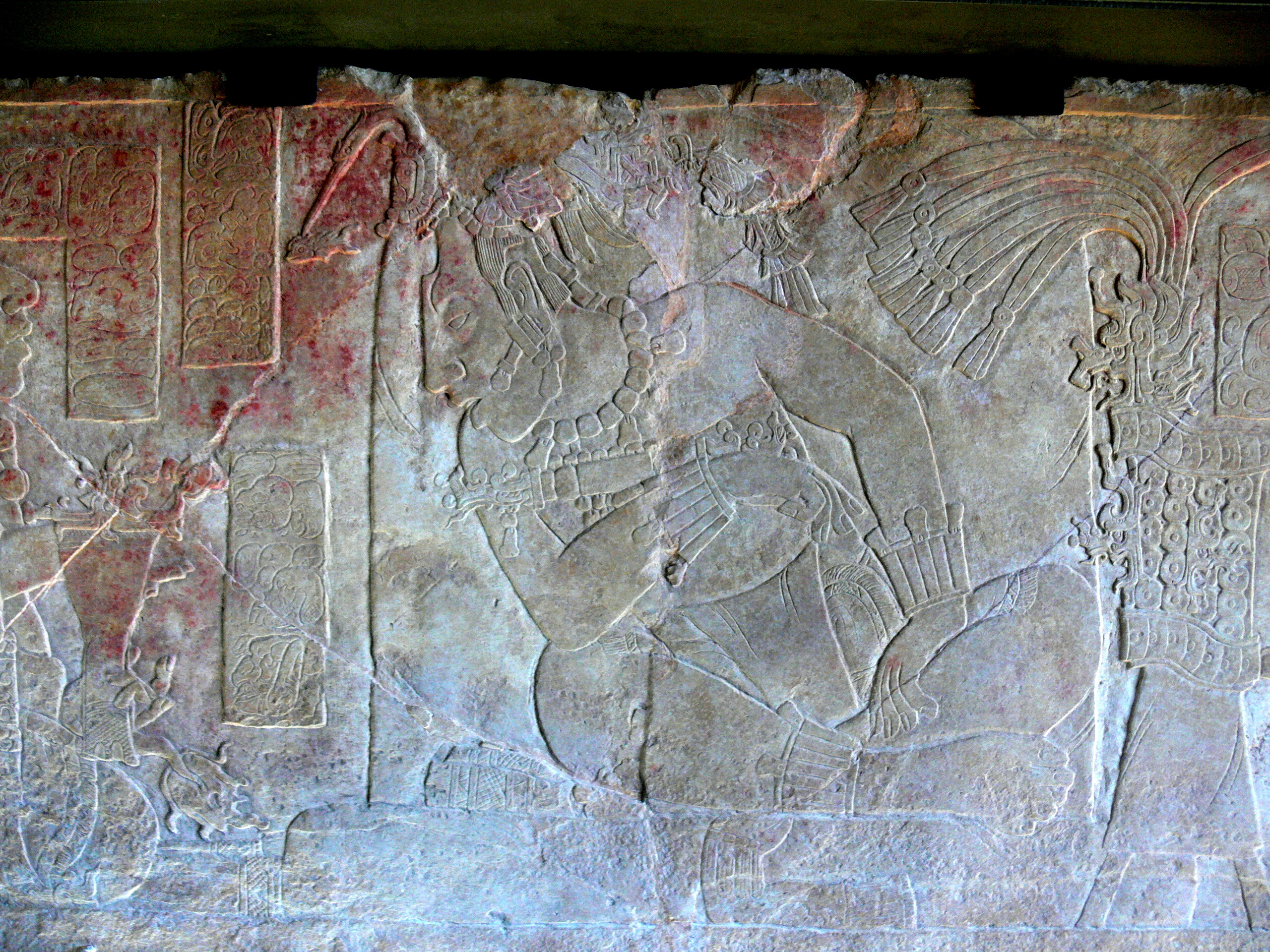
Рельеф инаугурации Акуль-Мо-Наба III

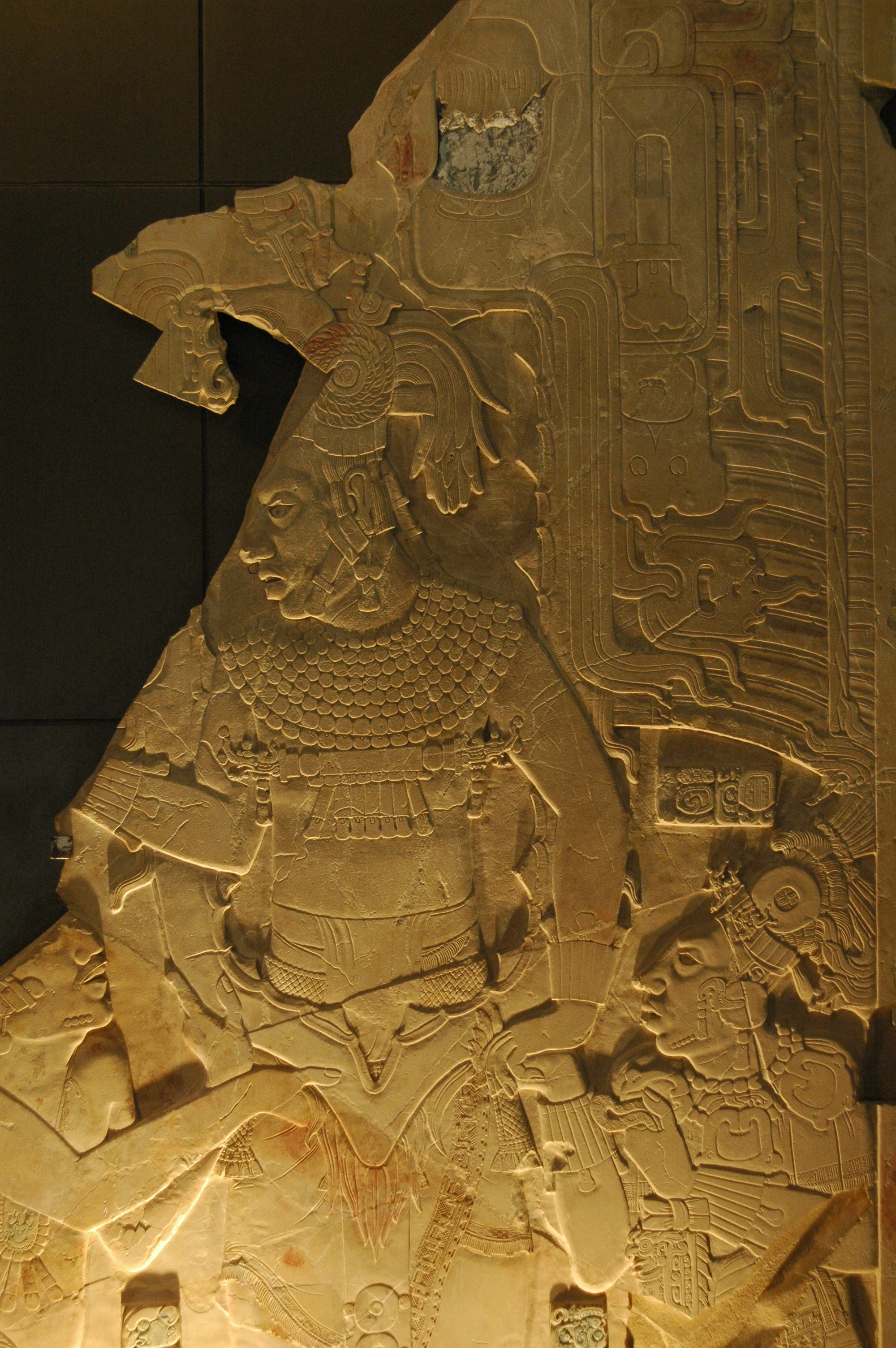
Акуль-Мо-Наб III на табличке из храма XIX

Родился в 678 году, при рождении получил имя Чок-Хух (Юная Игуана) и тронное имя Акуль-Мо-Наб III. Был внуком Кинич-Ханаб-Пакаля I и сыном Иш-Кинув-Мат.
В 711 году в Бакале был кризис — Кинич-Кан-Хой-Читам II, его правитель, попал в плен царя Попо. У Акуль-Мо-Наба III, пришедшего к власти в 722 году, были весьма сомнительные права на престол. По этому он постарался переписать историю создания его династии. Для этого он санкционировал создание одного из самых длинных майяских текстов, состоявшего из 140—244 иероглифических блоков. Этот текст, в виде значительно испорченного штукового барельефа на стене Храма XVIII в Паленке, был открыт и зарисован в 1923 году Ф. Бломом. Кроме него, в 1999 году был открыт другой текст, на платформе Храма XIX. Согласно этому тексту, в 3309 году до нашей эры, в мире богов, по повелению Йаш-Нах-Ицамнаха (переводится как «Первого Великого Ицамнаха», очевидно, это ипостась Ицамнаха) был коронован «Бог I». В изображавшей это сцене Акуль-Мо-Наб III символизировал Бога I, а Йаш-Нах-Ицамнаха играл его кузен, Ханаб-Ахау. Йаш-Нах-Ицамнах вручил Богу I царскую повязку, при церемонии присутствовали придворные и вассальные цари.

### Военные действия
С воцарением Акуль-Мо-Наба была снова продолжена экспансия Бакаля, теперь нацеленная не только против Йокиба, но и против Сакци. Согласно данным с так называемой «Палетки войнов», йахавк'ак' Чак-Суц командовал армией, которая в 725 году разгромила Киниль — часть объединённого государства Йокиба и Киниля. В 726 (по другим данным, в 723) году захватил некоего Тах-Чиха из неопознанного царства Лаль. В 729 году его армия разорила другую неизвестную доселе местность, Коль (возможно, находившееся у левых берегов Усумасинты). И в сентябре того же года был побеждён правитель области Аке Атун.

### Церемониальные действия
В 723 году он был назначен «повелителем огня», а в 724-м провёл ритуал со священным паланкином и воздвиг свою первую стелу.
В 730 году он провёл церемонию освящения своего святилища — Храма XV. В 731 году провёл празднование окончания 30-летнего цикла календаря, в честь чего воздвиг стелу и его подняли на священном паланкине первого бога «Триады Паленке». В 734 году освящал храм Вашак-Нах-:-Какх-Кунук-Нах, бывший святилищем все того же первого бога «Триады Паленке».
В 736 году он участвовал в освящении Хуш-Хололь-Бак-Чеена (что переводится как Пещера Многажды Высверленных Костей) — храма второго бога «Триады Паленке», Уне-Кавииля. Конкретно Акуль-Мо-Наб III освятил так называемый окиб — каменный постамент-храм, на котором была вырезана его собственная коронация. Окиб пробыл в храме до 1998 года, пока его не нашли археологи.

### Семья
Предположительно, старший сын Акуль-Мо-Наба III стал следующим правителем Бакаля — Упакаль-Кинич Кинич-Ханаб-Пакалем II.